# Olaf Ludwig
Olaf Ludwig (* 13. dubna 1960 Gera) je bývalý německý cyklista, zvaný „Eddy Merckx Východu“. V osmdesátých letech patřil k nejlepším amatérským cyklistům světa (byl členem klubu SG Wismut Gera), po vítězství na olympiádě v Soulu přestoupil k profesionálům, jezdil ve stájích Panasonic-Sportlife a Team Telekom. Kariéru ukončil v roce 1997 a následně se stal sportovním manažerem a funkcionářem Německého cyklistického svazu. Jeho silnou zbraní bývaly hromadné dojezdy. Na Závodě míru vybojoval rekordních 38 etapových vítězství. V letech 1986 a 1988 byl zvolen nejlepším sportovcem NDR.

## Úspěchy
- Mistrovství světa v silniční cyklistice mužů - časovka družstev juniorů: 1. místo 1977, 1978
- Mistrovství světa v silniční cyklistice mužů - časovka družstev: 1. místo 1981
- Mistrovství světa v silniční cyklistice mužů - silniční závod: 3. místo 1993
- Mistrovství světa v dráhové cyklistice mužů - bodovací závod: 2. místo 1986
- Olympijské hry (závod jednotlivců): 1. místo 1988
- Olympijské hry (časovka družstev): 2. místo 1980
- Závod míru: celkový vítěz 1982, 1986, 38 etapových vítězství
- Kolem Dolního Saska: celkový vítěz 1981
- Tour de l'Avenir: celkový vítěz 1983
- Kolem NDR: celkový vítěz 1983, 1985
- Mistrovství NDR v silničním závodě: 1. místo 1986, 1989, 1990
- Mistrovství NDR v dráhové cyklistice (bodovací závod): 1. místo 1986, 1987
- Závod Porýním-Falcí: celkový vítěz 1985, 1996
- Amstel Gold Race: 1. místo 1992
- Světový pohár v silniční cyklistice: celkový vítěz 1992
- Tour de France: zelený trikot 1990, 3 etapová vítězství